# Terca vida
Pour plus de détails, voir Fiche technique et Distribution.
Terca vida est un film espagnol réalisé par Fernando Huertas, sorti en 2000.

## Synopsis
Un groupe de « perdants », vivant grâce à la vente de sandwichs près des terrains de football ou autres petits boulots, se retrouve dans le bar de Julia. L'un d'eux, Juan, fait des paris sportifs groupés chaque semaine. Ceux-ci sont gagnants, mais Juan ne parie pas réellement. En effet, pour déposer son pari groupé, il aurait besoin d'un million et demi de pesetas.

## Fiche technique
- Titre : Terca vida
- Réalisation : Fernando Huertas
- Scénario : Alfonso Cuadrado, Javier García Maurino et Fernando Huertas
- Musique : Miguel Asins Arbó
- Photographie : Magí Torruella
- Montage : Fernando Pardo
- Production : Elena Cano et Antonio P. Pérez
- Société de production : Karma Producciones Multimedia, PHF Films et Vía Digital
- Pays :  Espagne
- Genre : Comédie dramatique
- Durée : 98 minutes
- Dates de sortie : 
  -  Espagne : 17 novembre 2000

## Distribution
- Santiago Ramos : Paco
- Manuel Alexandre : Andrés
- Luisa Martín : Julia
- Jorge Bosch : Ángel
- Juan Jesús Valverde : Juan
- Pilar Barrera : Pilar
- Encarna Paso : Vicky
- Lola Dueñas : Estela
- Arantxa de Juan : Jacinta
- Nuria Mencía : Ana
- Alfonso Vallejo : Fulgencio
- Andreu Castro : José

## Distinctions
Le film a été nommé au prix Goya du meilleur espoir féminin pour Luisa Martín.